# Alain Cuny
Alain Cuny (n. 12 iulie 1908, Saint-Malo, Saint-Malo Agglomération⁠(d), Franța – d. 16 mai 1994, Paris, Franța) a fost un actor francez de teatru și cinema.

## Biografie
René Xavier Marie Alain Cuny s-a născut în orașul Saint-Malo din Bretania. A dezvoltat un interes timpuriu față de pictură și la vârsta de 15 ani a frecventat École des Beaux-Arts din Paris. I-a întâlnit pe Picasso, pe Braque și pe membrii grupului suprarealist.
Apoi, el a început să lucreze în industria filmului pe post de costumier și scenograf și a fost angajat să lucreze la filmele regizate de Cavalcanti, Feyder și Renoir. După o întâlnire cu actorul-manager Charles Dullin, Cuny a fost convins să urmeze studii de actorie și a început să joace pe scenele de teatru la sfârșitul anilor 1930.
În teatru, Cuny a devenit deosebit de interesat de scrierile lui Paul Claudel (care i-a spus după spectacolul cu L'Annonce faite à Marie în 1944: „Te așteptam de 20 de ani”). Un alt prieten literat a fost Antonin Artaud, „ale căror texte le-a citit cu o supremă convingere într-o vreme când Artaud era mai mult sau mai puțin un proscris, situație care se reflectă în Van Gogh: The Man Suicided by Society al lui Artaud, în care Cuny a interpretat cu tonurile fabuloase de orgă ale vocii sale”. Mai târziu Cuny a lucrat cu Jean Vilar la Théâtre national populaire, și cu Jean-Louis Barrault la Odéon-Théâtre de France. Prezența sa dramatică și dicția chibzuită l-au făcut potrivit pentru multe roluri clasice.
Primul său rol major în cinema a fost unul dintre trimișii diavolului în filmul Les Visiteurs du soir (1942) al lui Marcel Carné. Au urmat alte câteva roluri principale de personaje romantice, dar a apărut din ce în ce mai mult în roluri secundare, interpretând mai ales figuri de intelectuali, cum ar fi filozoful neliniștit Steiner din filmul La dolce vita (1960), regizat de Federico Fellini. El a jucat frecvent în filmele italiene și a avut relații apropiate cu Michelangelo Antonioni și Francesco Rosi, precum și cu Fellini. Unadintre cele mai admirate interpretări a fost în filmul Uomini contro (1970) al lui Rosi, unde a jucat rolul autoritarului și rigidului general Leone.
Printre filmele franceze în care a jucat au fost Les Amants (1958), regizat de Louis Malle, și Détective (1985), regizat de Jean-Luc Godard. De asemenea, el a apărut în filmul porno softcore Emmanuelle (1974), un rol despre care a spus că l-a acceptat pentru a-și arăta disprețul față de lumea filmului. În același an el l-a interpretat pe Sitting Bull în westernul absurd Ne touchez pas à la femme blanche!  (1974). 
Spre sfârșitul carierei sale s-a întors la creațiile lui Claudel. A apărut în Camille Claudel (1988), un film biografic despre sora autorului în care l-a interpretat pe tatăl lor, Louis-Prosper Claudel. În 1991 a realizat o adaptare cinematografică plănuită de mult timp a piesei lui Claudel L'Annonce faite à Marie (1991), o producție franco-canadiană în care a avut dubla calitate de actor și regizor; acest film i-a adus Premiul Georges Sadoul. De asemenea, a realizat lecturi frecvente din scrierile lui Claudel la Festival d'Avignon.
Alain Cuny a murit în 1994 la Paris. El a fost îngropat în satul Civry-la-Forêt, aflat la vest de Paris, unde a locuit o lungă perioadă.

## Interpretări

### Piese de teatru
- 1930 : Le Peintre de Roger Vitrac, dl. Glucose
- 1939 : Madame Sans-Gêne de Victorien Sardou, Comédie-Française, figurant
- 1941 : Le Bout de la route de Jean Giono, Théâtre des Noctambules, Jean
- 1941 : L'Annonce faite à Marie de Paul Claudel, Théâtre de l'Œuvre, Pierre de Craon
- 1942 : Eurydice de Jean Anouilh, regizat de André Barsacq, Théâtre de l'Atelier, Orphée
- 1943 : Macbeth de William Shakespeare, Théâtre Montparnasse, Macbeth
- 1944 : Andromaca de Racine, regizat de Jean Marais, théâtre Édouard VII, Pyrrhus
- 1945 : Tristan et Yseut de Lucien Fabre, regizat de Alfred Pasquali, Théâtre Édouard VII
- 1946 : Morts sans sépulture de Jean-Paul Sartre, regizat de Michel Vitold, Théâtre Antoine, Jean
- 1947 : Le Deuil sied à Electre de Eugene O'Neill, regizat de Marguerite Jamois, Théâtre Montparnasse, Orine
- 1947 : L'Histoire de Tobie et de Sara de Paul Claudel, regizat de Maurice Cazeneuve, la primul Festival d'Avignon, Azarias ou ange Raphaël
- 1948 : Thermidor de Claude Vermorel, regizat de autor, Théâtre Pigalle
- 1948 : L'Annonce faite à Marie de Paul Claudel, regizat de Jean Vernier, Théâtre Hébertot, Pierre de Craon
- 1948 : Un caprice de Alfred de Musset, Théâtre des Mathurins, dl. de Chavigny
- 1948 : La Parisienne de Henry Becque, Théâtre des Mathurins, Théâtre des Célestins, Lafond
- 1949 : Das Kapital de Curzio Malaparte, regizat de Pierre Dux, Théâtre de Paris
- 1953 : L'Île des chèvres de Ugo Betti, regizat de Pierre Valde, Théâtre des Noctambules
- 1953 : Bérénice de Racine, Antiochus
- 1954 : L'Île des chèvres de Ugo Betti, regizat de Pierre Valde, Théâtre des Célestins
- 1955 : L'Île des chèvres de Ugo Betti, regizat de André Clavé, Théâtre de l'Arcade (vechiul dinematograf) din Montréal, un turneu teatral de patru luni în Canada, cu Lila Kedrova, Yvonne Clech, Angelo
- 1955 : Macbeth de William Shakespeare, regizat de Jean Vilar, TNP Théâtre de Chaillot, Macbeth
- 1956 : Macbeth de William Shakespeare, regizat de Jean Vilar, Festivalul TNP de la Avignon, Macbeth
- 1955 : La Ville de Paul Claudel, regizat de Jean Vilar, Festivalul de la Avignon, Théâtre de Chaillot, Œuvre
- 1957 : Fedra de Racine, regizat de Jean Vilar, Festivalul TNP de la Strasbourg, Tezeu
- 1959 : Tête d'or de Paul Claudel, regizat de Jean-Louis Barrault, Odéon-Théâtre de France, Simon Agnel
- 1960 : Veillée de poèmes français cu Silvia Monfort, Aix-en-Provence
- 1962 : On ne sait comment de Luigi Pirandello, regizat de Jean Tasso, Théâtre du Vieux-Colombier, Comte Roméo Daddi
- 1962 : Meurtre dans la cathédrale de Thomas Stearns Eliot, Festivalul de la Carcassonne
- 1965 : Andromaque de Racine, regizat de Jean-Louis Barrault, Festivalul internațional de la Baalbeck
- 1968 : Tête d'or de Paul Claudel, Odéon-Théâtre de France, Simon Agnel
- 1970 : La Danse de mort de August Strindberg, regizat de Claude Régy, TNP Théâtre de Chaillot : le Colonel
- 1978 : Cirque de Jean-Pierre Faye, regizat de Alain Cuny, Nouveau Théâtre national de Marseille
- 1985 : L'Île des morts (Fragments II) de Hans-Peter Litscher după August Strindberg, Arnold Bocklin, regizat de Hans Peter Litscher, Festivalul de la Avignon
- 1986 : Tête d'or, Partage de midi de Paul Claudel, lecturi la Festivalul de la Avignon
- 1987 : Texte nu, lecturi la Festivalul de la Avignon
- 1988 : Le Chant des morts, Poèmes en prose, Sable mouvant, Voleur de Talan de Pierre Reverdy, lecturi la Festivalul de la Avignon
- 1988 : Furtuna de Shakespeare, lectură la Festivalul de la Avignon
- 1989 : Lautréamont, lectură la Festivalul de la Avignon
- 1990 : Oscar Wilde et Antonin Artaud côte à côte, lecturi la Festivalul de la Avignon
- 1993 : Les Mégères de la mer, Ostinato (extrase), poezii de Louis-René des Forêts, Samuel Wood, regizat de Michel Dumoulin, Festivalul de la Avignon

### Filme de cinema
- 1939 : 
  - Remorques, regie: Jean Grémillon, lansat în 1941
  - Le Corsaire, regie: Marc Allégret - film rămas neterminat
- 1940 : Après Mein Kampf, mes crimes, regie: Alexandre Ryder
- 1941 : Madame Sans-Gêne, regie: Roger Richebé
- 1942 : Les Visiteurs du soir, regie: Marcel Carné
- 1943 : Le Baron fantôme, regie: Serge de Poligny
- 1946 : Solita de Cordoue, regie: Willy Rozier
- 1949 : Les Conquérants solitaires, regie: Claude Vermorel, lansat în 1952
- 1950 : 
  - Le Christ interdit (Il cristo proibito), regie: Curzio Malaparte
- 1952 Garibaldi (Camicie rosse), regia Goffredo Alessandrini și Francesco Rosi
- 1953 : 
  - Les Crimes de l'amour, scheci: Mina de Venghel, regie: Maurice Barry, Maurice Clavel
  - La Dame sans camélia (La signora senza camelie), regie: Michelangelo Antonioni.
  - Les Vaincus ( I vinti), regie: Michelangelo Antonioni (asistent de regie)
- 1956 : 
  - Notre Dame de Paris, regia: Jean Delannoy : Frollo
  - Jehanne - documentar -, regie: Robert Enrico - doar voce
- 1958 : Les Amants, regie: Louis Malle
- 1960 : 
  - La dolce vita, regia Federico Fellini
  - La belle saison est proche - documentar -, regie: Jean Barral - simplă apariție
- 1961 Scano Boa, regia Renato Dall'Ara
- 1962 : La Croix des vivants, regia Yvan Govar
- 1963 : Peau de banane, regie: Marcel Ophüls
- 1964 : La Corruption (La corruzione), regia Mauro Bolognini
- 1965 : Astataïon ou Le festin des morts, regie: Fernand Dansereau
- 1969 : 
  - La Voie lactée, regie: Luis Buñuel
  - Satyricon, regie: Federico Fellini.
  - Eiko eno 5000 kiro, regie: Koreyoshi Kuraha
- 1970 : Les Hommes contre (Uomini contro), regie: Francesco Rosi.
- 1971 : 
  - Valparaiso, Valparaiso, regie: Pascal Aubier
  - L'Audience (L'Udienza), regie: Marco Ferreri
- 1972 : Le Maître et Marguerite, regie: Aleksandar Petrovic
- 1973 : 
  - La Rouse rouge, regie: Franco Giraldi
- 1974 : 
  - Touche pas à la femme blanche !, regie: Marco Ferreri
  - Emmanuelle, regia Just Jaeckin
- 1975 : Irène, Irène, regie: Peter Del Monte
- 1976 :
- 1976 Cadavre de lux (Cadaveri eccellenti), regia Francesco Rosi
- 1976  I prosseneti, regie: Brunello Rondi
- 1978 : 
  - Le recours de la méthode, regie: Miguel Littín
  - La Chanson de Roland, regie: Frank Cassenti
- 1979 : 
  - Roberte, regie: Pierre Zucca
  - Eboli (Cristo si è fermato a Eboli), regia Francesco Rosi
- 1981 : 
  - Semmelweis, regie: Gianfranco Bettetini
  - Les Jeux de la comtesse Dolingen de Gratz, regie: Catherine Binet
- 1983 : Le Quatuor Basileus, regie: Fabio Carpi
- 1985 : Détective, regie: Jean-Luc Godard
- 1986 : Lucky Ravi, regie: Vincent Lombard
- 1987 : 
  - Terre étrangère, regie: Luc Bondy
  - Chronique d'une mort annoncée, regie: Francesco Rosi
- 1988 : 
  - Umi e, See You, regie: Koreyoshi Kurahara
  - Camille Claudel, regie: Bruno Nuytten
- 1989 : La nuit de l'éclusier, regie: Franz Rickenbach
- 1990 : Les Chevaliers de la Table ronde, regie: Denis Llorca
- 1991 : L'Annonce faite à Marie (primul film în calitate de actor și regizor)
- 1992 : Le Retour de Casanova, regie: Édouard Niermans

### Filme de televiziune
- 1972 : André Malraux : La légende du siècle, regizat de Claude Santelli - narator
- 1979 : Le Journal, regizat de Philippe Lefebvre
- 1980 : La Peau de chagrin, regizat de Michel Favart după Honoré de Balzac - anticarul
- 1982 : Colomba, regizat de Giacomo Battiato - Barricini tatăl
- 1982 : Deuil en vingt-quatre heures, regizat de Frank Cassenti
- 1982 : Emmenez-moi au théâtre: Phèdre, regizat de Jean Kerchbron
- 1983 : Le Corsaire, regizat de Franco Giraldi
- 1987 : Caracatița 3 (La Piovra 3), regizat de Luigi Perelli - bancherul Nicola Antinari
- 1988 : La coscienza di Zeno, regizat de Sandro Bolchi

## Scrieri
- Alain Cuny, Le Désir de parole, conversations et rencontres avec Alfred Simon, La Manufacture, 1989

## Legături externe
- Alain Cuny la Internet Movie Database
- en Alain Cuny la Internet Broadway Database
- Alain Cuny la TCM Movie Database
- Alain Cuny la Allmovie
- Alain Cuny, at Film Reference. Retrieved 22 January 2016.